# 309 pr. n. št.

## Rojstva
- Ptolemaj II. Filadelf, faraon Egipta († 246 pr. n. št.)

## Smrti
- Aleksander IV. Makedonski (* 323 pr. n. št.)